# De Courant/Nieuws van de Dag

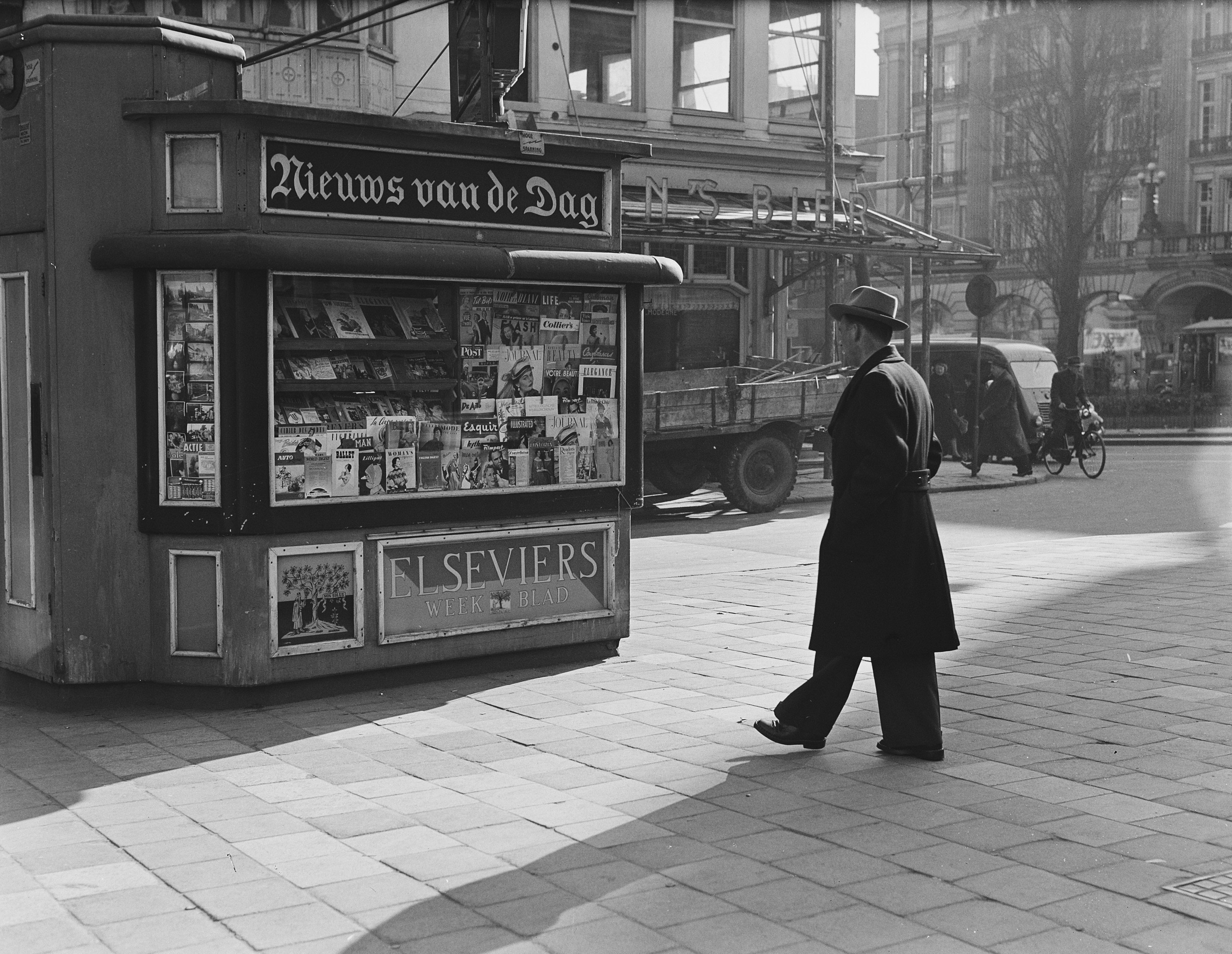
Krantenkiosk op het Leidseplein in Amsterdam met reclame voor Nieuws van de Dag in 1951

De Courant/Nieuws van de Dag was een Nederlandse krant die 127 jaar heeft bestaan. Van 1923 tot 1998 was het een kopblad van De Telegraaf maar tevens een Amsterdamse stadskrant.

## Geschiedenis

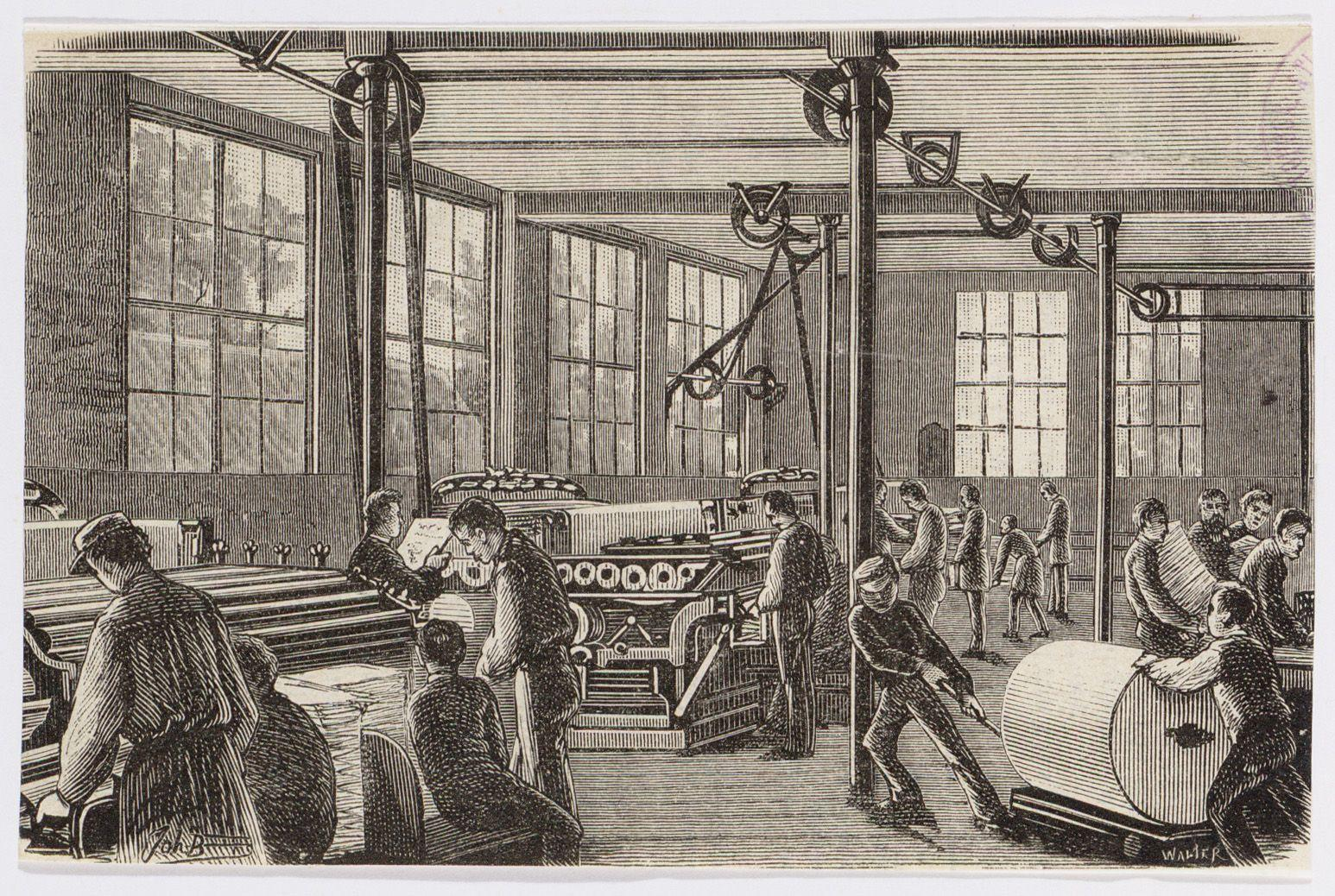
Interieur van de drukkerij van "Het Nieuws van den Dag", Nieuwezijds Voorburgwal 187-225, (~1871/1880)

De afschaffing van het dagbladzegel in 1869 gaf een impuls aan het krantenbedrijf, en zo verscheen op 14 maart 1870 in Amsterdam het eerste nummer van  Het Nieuws van den Dag. "Een kleine krant met vrijzinnige denkbeelden", zo afficheerde de tweekoppige directie, van wie G.L. Funke de dagelijkse leiding had. De krant groeide voorspoedig: in 1890 werd zij vermeld als de krant met "de grootste oplaag van de Couranten in Nederland."
In 1893 kwam het Telegraaf-concern met een concurrerende krant met de naam De Courant. Beide kranten hadden vooral een Amsterdams accent. In 1923 werd Het Nieuws van den Dag overgenomen door De Courant. De fusiekrant verscheen voortaan onder de titel De Courant/Nieuws van den Dag als kopblad van De Telegraaf. Na de Tweede Wereldoorlog mocht de krant, net als De Telegraaf, enige jaren niet verschijnen wegens collaboratie met de Duitse bezetters. Na dit verschijningsverbod steeg de oplage in de jaren vijftig tot 166.000, maar zakte later weer in. De naam werd De Courant/Nieuws van "de" Dag in plaats van "den" Dag.
De krant bleef een Amsterdams kopblad van De Telegraaf en verscheen in tegenstelling tot die krant in de middag en niet in de ochtend. Alleen op zaterdag verscheen De Courant/Nieuws van de Dag wel in de ochtend. Een aantal pagina's bevatte specifiek Amsterdams nieuws en verder was de kopij afkomstig uit De Telegraaf, maar dan minder uitgebreid. Verder was de krant goedkoper dan De Telegraaf en vooral in vergelijking met de andere Amsterdamse stadskrant Het Parool. De slogan van de krant was in die jaren: "Als Amsterdam je lief is".
In 1986 kwam er een ochtendeditie naast de middageditie. Abonnees konden kiezen tussen een ochtend- en een middagabonnement. Na verloop van tijd kozen de meeste abonnees voor de ochtendeditie. Deze bevatte een deel van de kopij uit De Telegraaf en het Amsterdamse nieuws van de vorige dag, terwijl de middageditie juist het Amsterdamse nieuws van dezelfde dag gaf en verder een deel van de kopij van De Telegraaf van die ochtend. Het grote voordeel voor de uitgever was dat het produceren van de krant nu over de hele dag was verspreid. Voor de bezorging in de ochtend maakte men gebruik van de Telegraafbezorgers.
De Courant/Nieuws van de Dag verscheen in 1997 nog in een oplage van 53.000 exemplaren in Groot-Amsterdam en Almere. Toch besloot de Holdingmaatschappij De Telegraaf in 1998 tot opheffing. De belangrijkste redenen waren de concurrentie met De Telegraaf, de hoge kosten en de dalende oplage. Ook de concurrentie met Het Parool speelde een rol. Medio februari 1998 verscheen de krant voor de laatste keer. De abonnees kregen de mogelijkheid voortaan een abonnement te nemen op de, duurdere, De Telegraaf, die ter compensatie één pagina Amsterdams nieuws zou bevatten. Gedwongen ontslagen vielen er niet, omdat de ruim dertig redacteuren elders in het concern terechtkonden.
Huidig
AD · Het Financieele Dagblad · Nederlands Dagblad · NRC · Reformatorisch Dagblad · De Telegraaf · Trouw · de Volkskrant

Voormalig
Agrarisch Dagblad (1986–2012, daarna verdergegaan onder de naam Boerderij Vandaag) · Algemeen Handelsblad (1828–1970) · Cobouw (1961–2016) · De Courant/Nieuws van de Dag (1923–1982, tot 1998 in Amsterdam) · DAG (2007–2008) · De Dag (1980) · De Echo (1892–1912) · De Maasbode (1885–1959) · Metro (1999–2020) · Het Nationale Dagblad (1936–1945) · De Nederlander (1897–1941, 1945–1947) · Nieuwe Rotterdamsche Courant (1843–1970) · nrc.next (2006–2021) · Het Parool (1944–1997, daarna alleen in Amsterdam) · De Pers (2007–2012) · Sp!ts (1999–2014) · Staatscourant (1814–2009, daarna alleen digitaal) · De Standaard (1872–1944) · De Tijd (1845–1974) · De Tribune (1916–1937) · Het Volk (1900–1945) · Het Volksdagblad (1937–1940) · Het Vrije Volk (1945–1971, tot 1991 in Rotterdam) · De Waarheid (1945–1990)
Lijst van dagbladen in binnen- en buitenland